# Tepecxitla
Tepecxitla är en ort i Mexiko.   Den ligger i kommunen Chicontepec och delstaten Veracruz, i den sydöstra delen av landet, 200 km nordost om huvudstaden Mexico City. Tepecxitla ligger 235 meter över havet och antalet invånare är 212.
Terrängen runt Tepecxitla är kuperad åt sydost, men åt nordväst är den platt. Runt Tepecxitla är det ganska tätbefolkat, med 65 invånare per kvadratkilometer. Närmaste större samhälle är Benito Juárez, 19,1 km väster om Tepecxitla. Trakten runt Tepecxitla består till största delen av jordbruksmark.